# Symphlebia lophocampoides
Symphlebia lophocampoides là một loài bướm đêm thuộc phân họ Arctiinae, họ Erebidae.